# Rushden
Rushden – miasto w Wielkiej Brytanii, w Anglii, w hrabstwie Northamptonshire.
W tym mieście ma swą siedzibę klub piłkarski – Rushden Town F.C.
Obszar Rushden to około 15 km². W 2021 populacja miasta sięgała 31 690. W Rushden istnieje Rushden Community College oraz kilka szkół podstawowych.

## Miasta partnerskie
- Wieliczka